# Köttmannsdorf
Köttmannsdorf (szlovénül Kotmara vas) osztrák község Karintia Klagenfurtvidéki járásában. 2016 januárjában 2909 lakosa volt.

## Elhelyezkedése

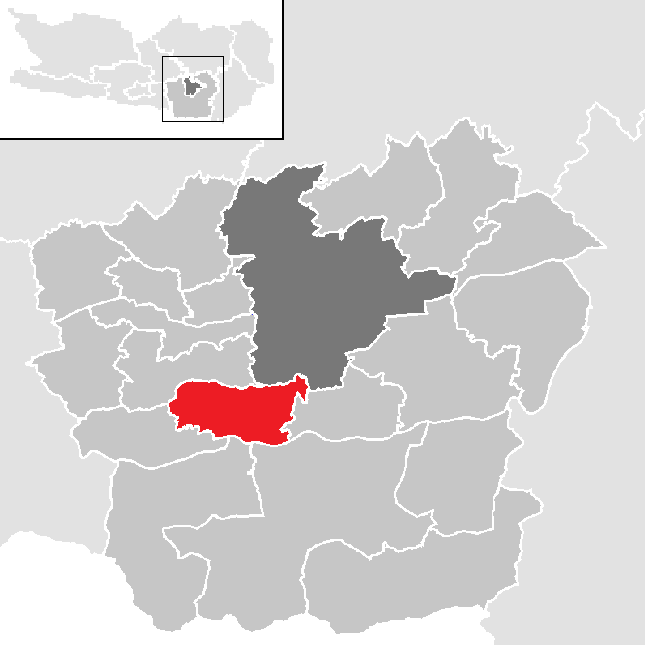
Köttmannsdorf a Klagenfurtvidéki járásban

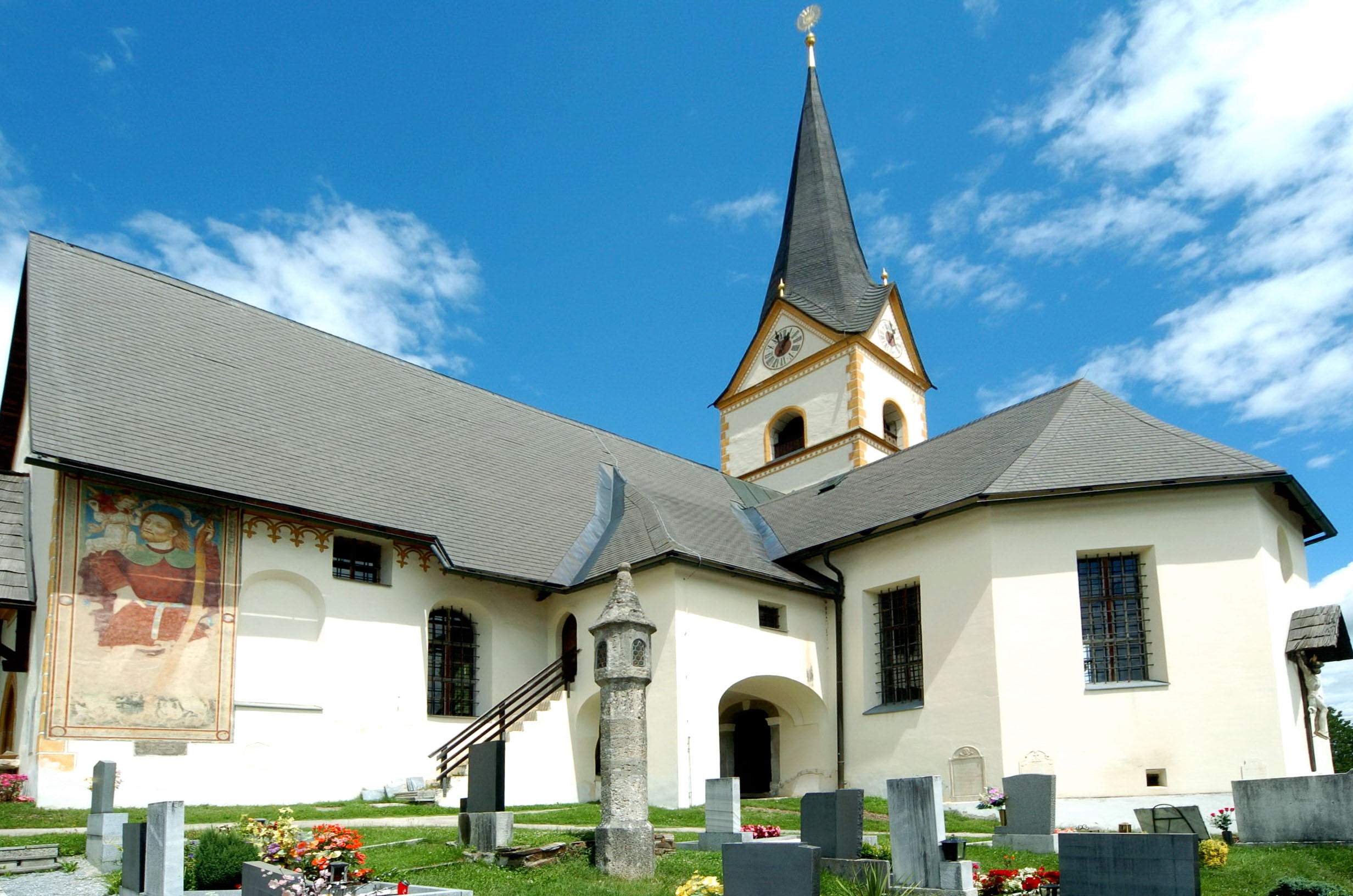
A Szt. György-templom és temetőjének gótikus halottlámpása

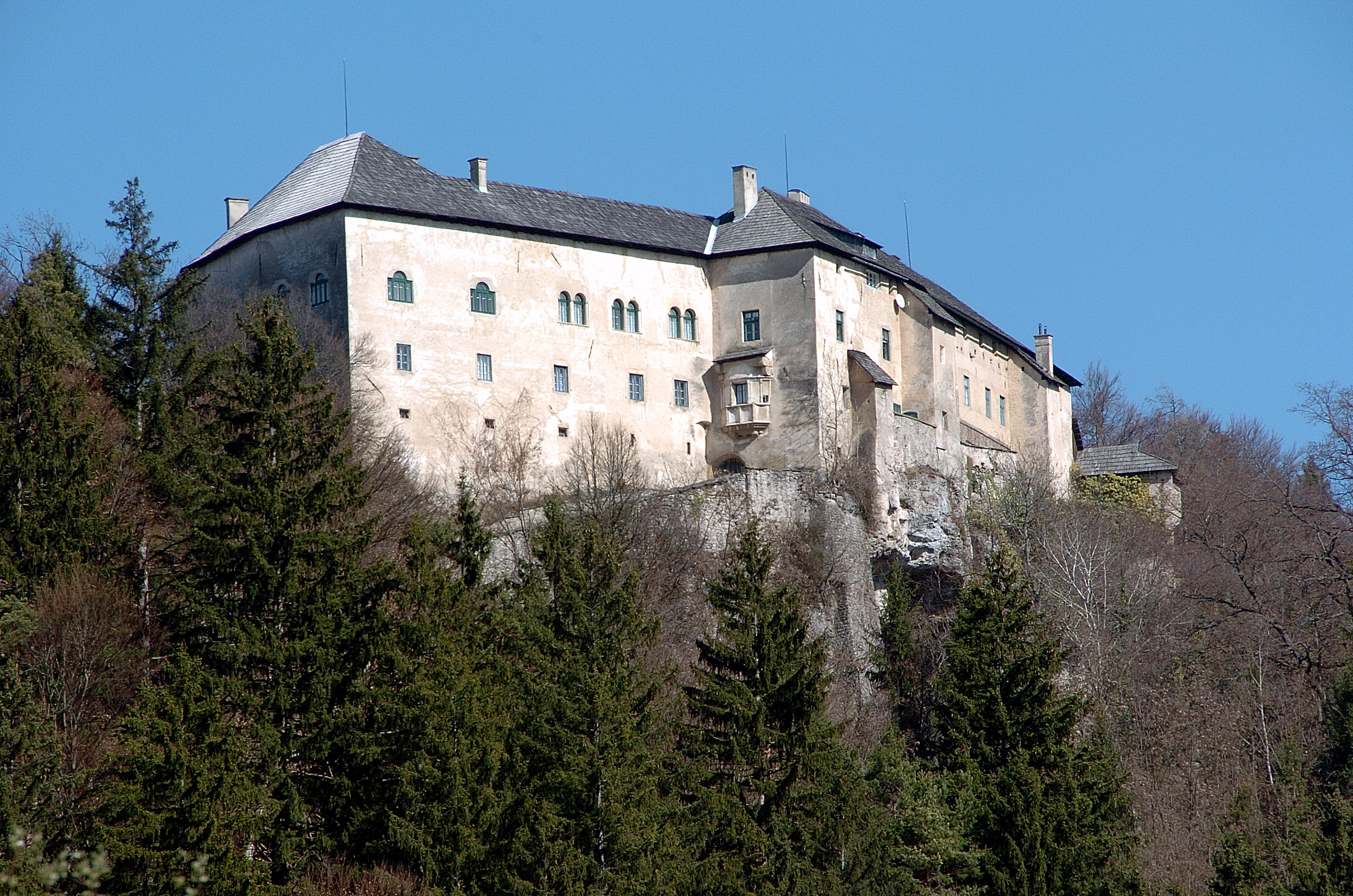
Hollenburg vára

Köttmannsdorf Karintia déli részén fekszik, délnyugatra a tartományi székhely Klagenfurttól, a Sattnitz-hegységben. Délen a Ferlachi-víztározó, északon a Keutschachi-tó völgye, keleten a Maria Rain-i völgy fogja közre. Legmagasabb pontja a 921 méteres Sabalahöhe, a legnagyobb folyóvíz a Rekabach. Az önkormányzat 23 falut és egyéb települést fog össze: Aich (186 lakos), Am Teller (56), Gaisach (47), Göriach (90), Hollenburg (6), Köttmannsdorf (723), Lambichl (351), Mostitz (37), Neusaß (74), Plöschenberg (48), Preliebl (79), Rotschitzen (168), Sankt Gandolf (111), Sankt Margarethen (60), Schwanein (37), Thal (35), Trabesing (186), Tretram (57), Tschachoritsch (248), Tschrestal (52), Unterschloßberg (17), Wegscheide (93), Wurdach (135).
A környező települések: északkeletre Klagenfurt, keletre Maria Rain, délkeletre Ferlach, délre Feistritz im Rosental, délnyugatra Ludmannsdorf, északnyugatra Keutschach am See.

## Története
Köttmannsdorfot először 1142-ben említik Kotmansdorf formában. Neve a Hotemer személynévből származik. A mai önkormányzathoz tartozó falvak egy része a viktringi apátság, a többiek a von Keutschach család birtokában voltak. Szintén 1142-ben említik a Dráva bal partján fekvő Hollenburg várát. Évszázadokon át ez az erősség (és a 12-13. században tulajdonosaik, a von Hollenburgok) uralták a Rosenthalt és a Dráva-Keutschachi-völgy közötti régiót. 1348-ban földrengés döntötte le, de újjáépítették. 1349-től kerületi törvényszék székhelye. 1514-ben I. Miksa császár eladta a várat Siegmund von Dietrichsteinnek. A Dietrichsteinek hollenburgi ága a 16-17. században átépítette az várat; ma is ebben a formájában látható. A család 1864-ben, Moritz von Dietrichsteinnel halt ki.
A községi tanács 1850-ben alakult meg Hollenburg, Köttmannsdorf és Rotschitzen katasztrális községek egyesítésével; 1869-ben az addig önálló Wurdachot hozzákapcsolták.
Az 1920-as karintiai népszavazáson a község lakói 62,3%-os arányban szavaztak az Ausztriában való maradásra. A második világháború hivatalos befejezése (1945. május 8.) után Hollenburg körzetében továbbra is dúltak harcok Tito partizánjai, valamint a szlovén Nemzeti Gárda, antikommunista csetnikek és a "Prinz Eugen" 7. önkéntes SS-hegyivadász osztag között. Az utóbbi csoportokat a britek lefegyverezték, Köttmannsdorf határán ideiglenes táborba zárták, majd május második felében átadták őket Jugoszláviának.
Jörg Haider szélsőjobboldali politikus Lambichl mellett szenvedett halálos közlekedési balesetet 2008. október 11-én. 

## Lakossága
A köttmannsdorfi önkormányzat területén 2016 januárjában 2909 fő élt, ami gyarapodást jelent a 2001-es 2792 lakoshoz képest. Akkor a helybeliek 95,7%-a volt osztrák, 1,6% német, 1,4% boszniai állampolgár. A szlovén kisebbség aránya 6,4% volt. 81,6% római katolikusnak, 5% evangélikusnak, 1,5% muszlimnak, 8,6% pedig felekezet nélkülinek vallotta magát.

## Látnivalók

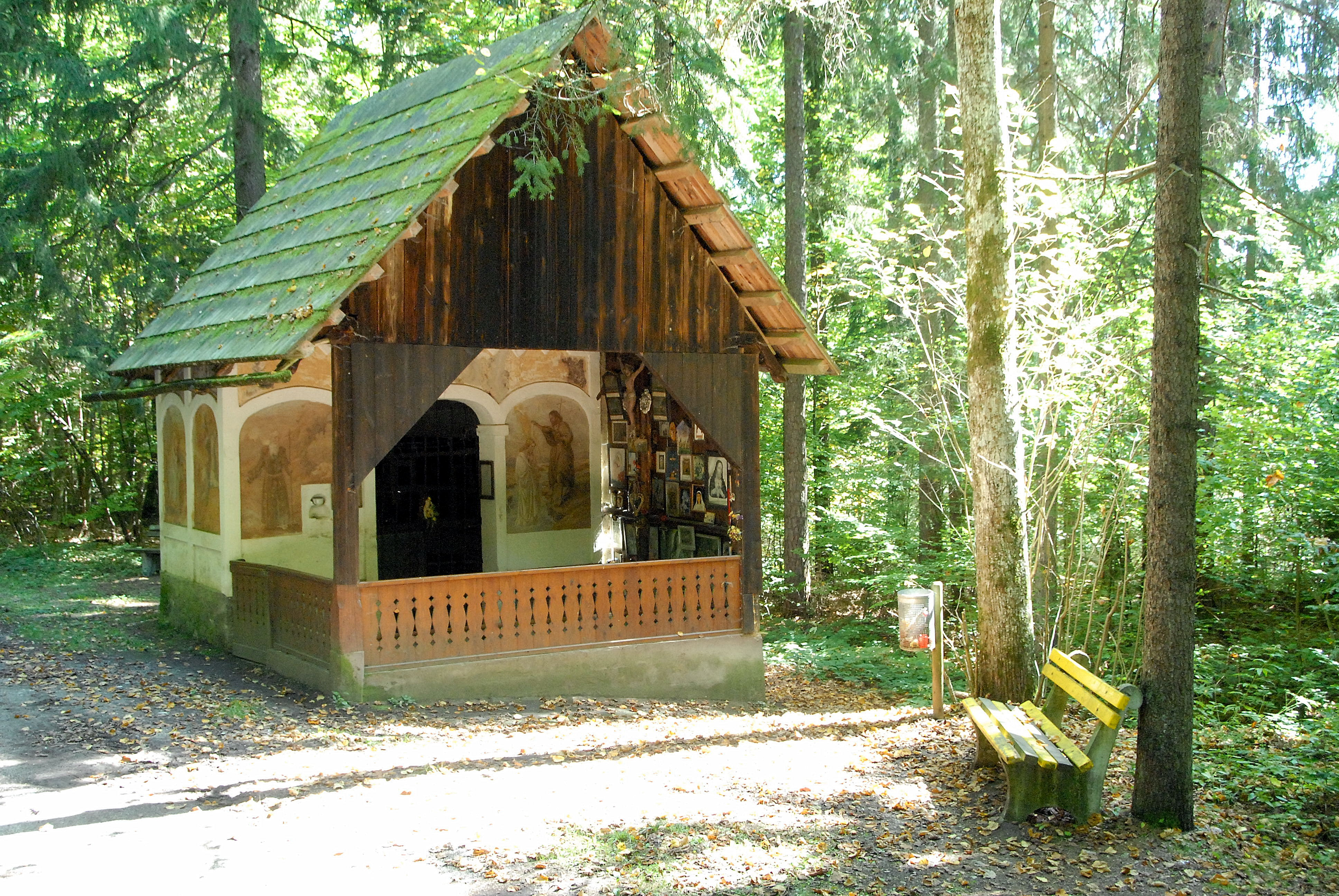
Maria Waldesruh erdei kápolna

- Hollenburg vára a mai formájában 1588-ban épült
- a román stílusjegyeket mutató Szt. György-templom, a mellette levő temetőben Ausztria egyik legrégebbi, gótikus halottlámpásával (Totenleuchte - temetőt jelző, oszlopon elhelyezett lámpás).
- St. Gandolf temploma
- St. Margarethen temploma
- törpe fülesbagoly-tanösvény Plöschenberg és Wurdach között
- Maria Waldesruh erdei kápolna
- Jörg Haider-emlékmű Lambichlban

## Fordítás
- Ez a szócikk részben vagy egészben  a   Köttmannsdorf című német Wikipédia-szócikk ezen változatának fordításán alapul.  Az eredeti cikk szerkesztőit annak laptörténete sorolja fel. Ez a jelzés csupán a megfogalmazás eredetét és a szerzői jogokat jelzi, nem szolgál a cikkben szereplő információk forrásmegjelöléseként.